# Église Gustave Vasa
L'église Gustave Vasa (en suédois : Gustaf Vasa kyrka) est une église située dans le quartier de Vasastaden à Stockholm, en Suède,.

## Situation
L'église Gustaf Vasa est une église de la paroisse Gustaf Vasa du diocèse de Stockholm, consacrée le 10 juin 1906. 
Sa construction a commencé en 1901 après une division de la paroisse d'Adolf Fredrik. 
L'église se trouve place Odenplan et occupe un îlot urbain entier entre Odengatan, Karlbergsvägen, Upplandsgatan et Västmannagatan. 
L'édifice a été conçu par l'architecte Agi Lindegren.

## Architecture
L'église a été conçue par l'architecte Agi Lindegren et construite par le cabinet d'architectes Jakobsson & Eriksson d'Umeå. L'église a été conçue comme une église cruciforme avec un dôme de plus de 60 mètres de haut et peut être considérée comme inspirée des églises italiennes du baroque tardif.
L'édifice est orienté dans une direction ouest-est et sa magnifique façade est avec l'entrée principale tournée vers Odenplan. 
L'église est l'une des plus grandes de Stockholm et compte environ 1 200 places.

## Intérieur
Le retable de 15 mètres de haut a été conçu et réalisé par Burchard Precht dans son atelier entre 1728 et 1731. Il s'agit de la plus grande œuvre sculpturale de style baroque de Suède, créée à l'origine pour la cathédrale d'Uppsala. 
Conservé au musée Skansen pendant plusieurs années, il a finalement été exposé à l'église Gustav Vasa en 1906,.
L'intérieur de la coupole a été peint par Viktor Andren et présente une interprétation de la Transfiguration de Jésus. 
L'église possède également plusieurs autres fresques du même artiste, représentant les Évangélistes, le Baptême du Christ, la Cène, le Sermon sur la montagne et le Décalogue.
L'orgue de l'église a été construit selon les souhaits du compositeur Otto Olsson, qui fut également organiste de l'église de 1907 à 1956. Il possède 76 jeux répartis sur trois claviers et pédalier.
La crypte sous l'église servait à l'origine de chapelle funéraire et fut agrandie en 1924 pour accueillir ce qui est probablement le premier columbarium de Suède,.

## Galerie

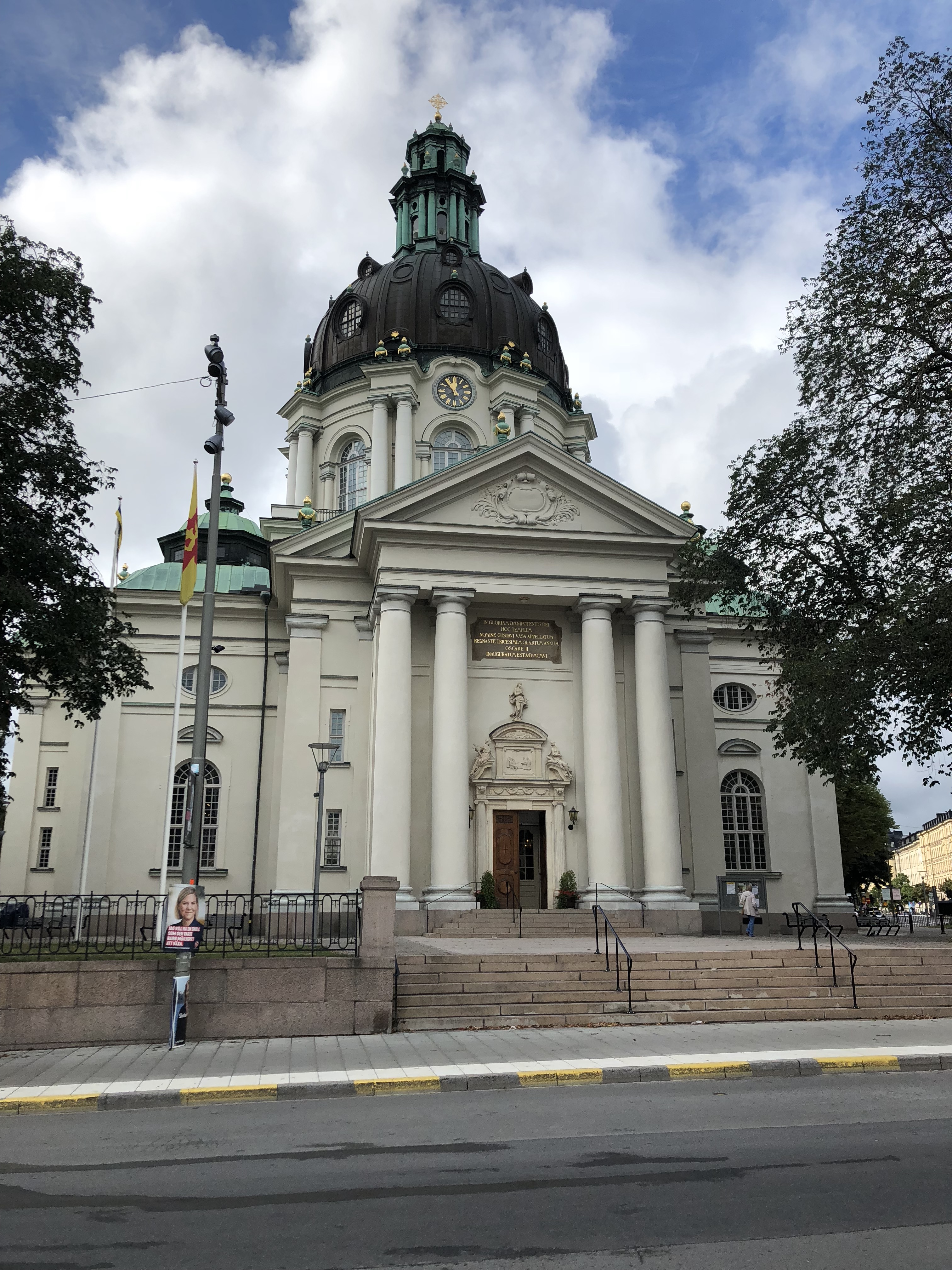
Façade est.
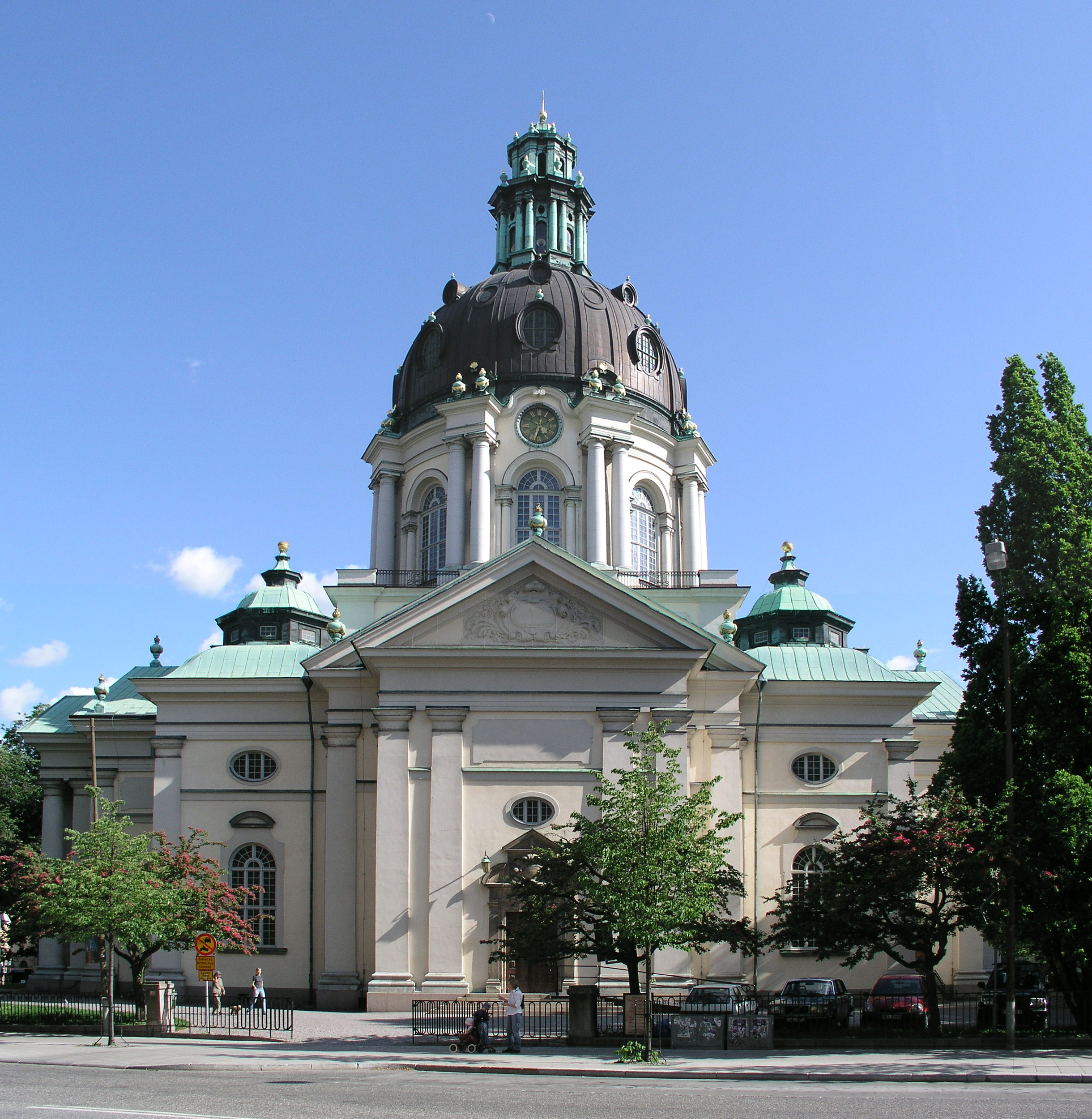
Façade nord.
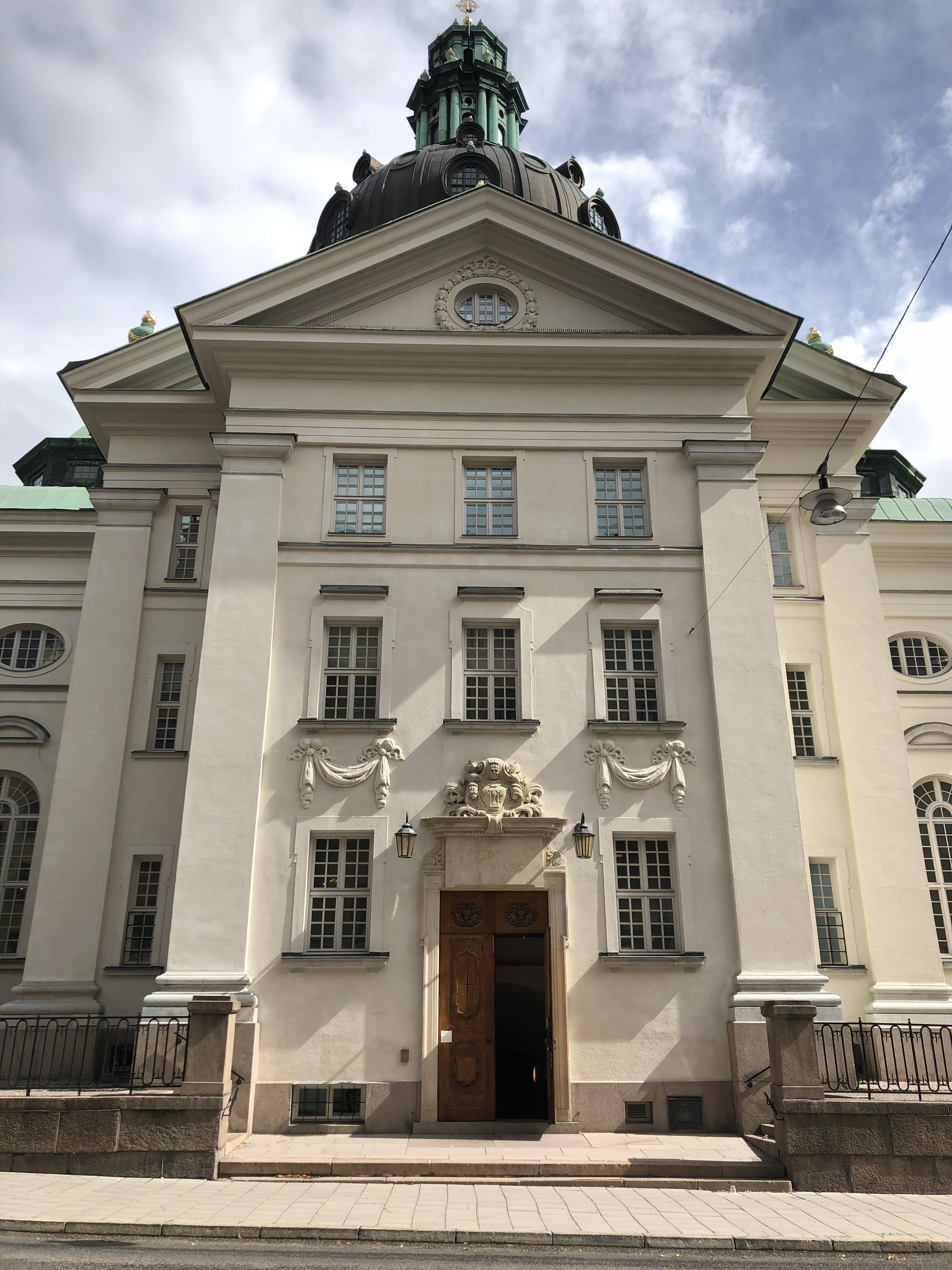
Côté ouest.
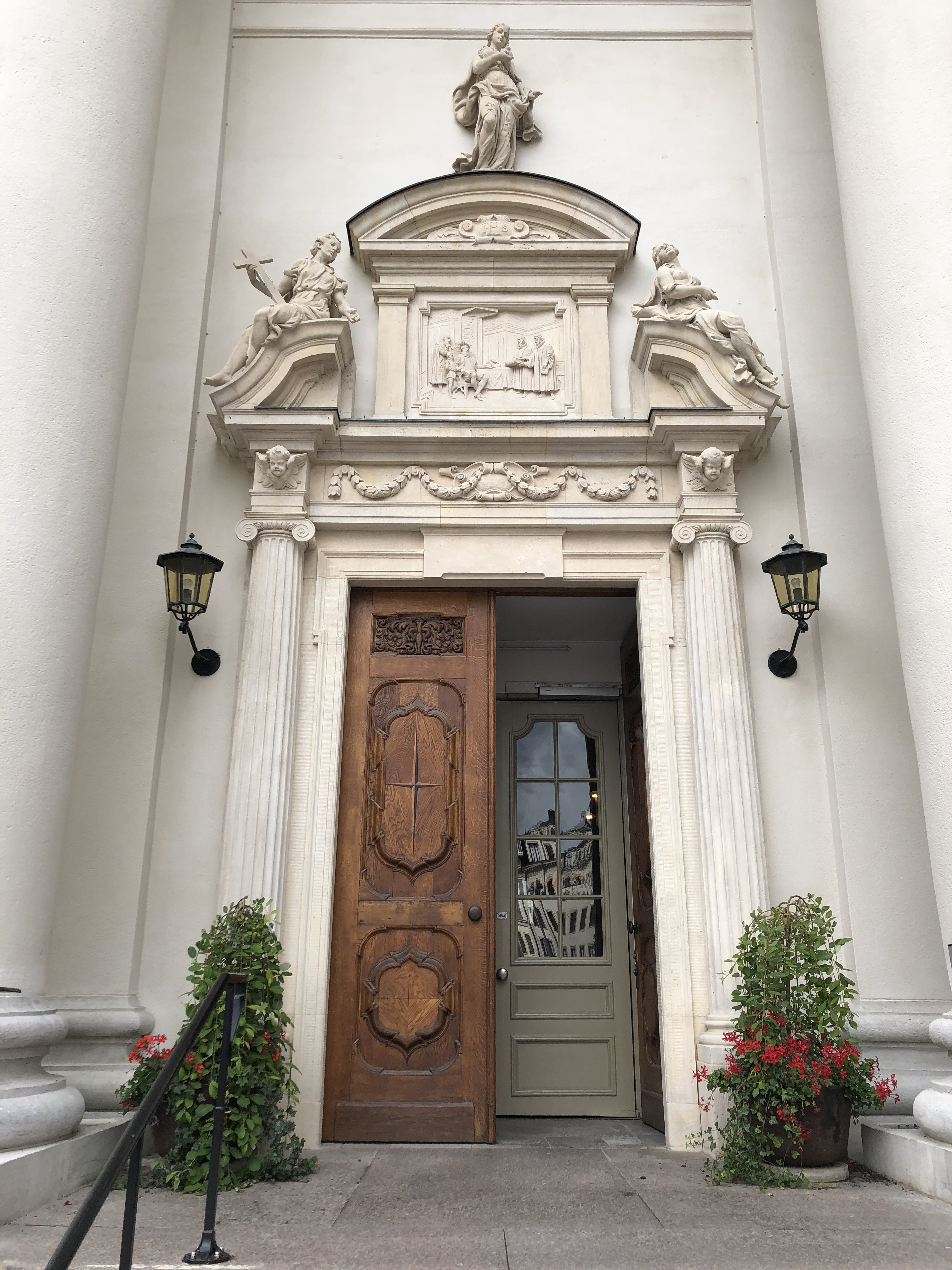
Portail.
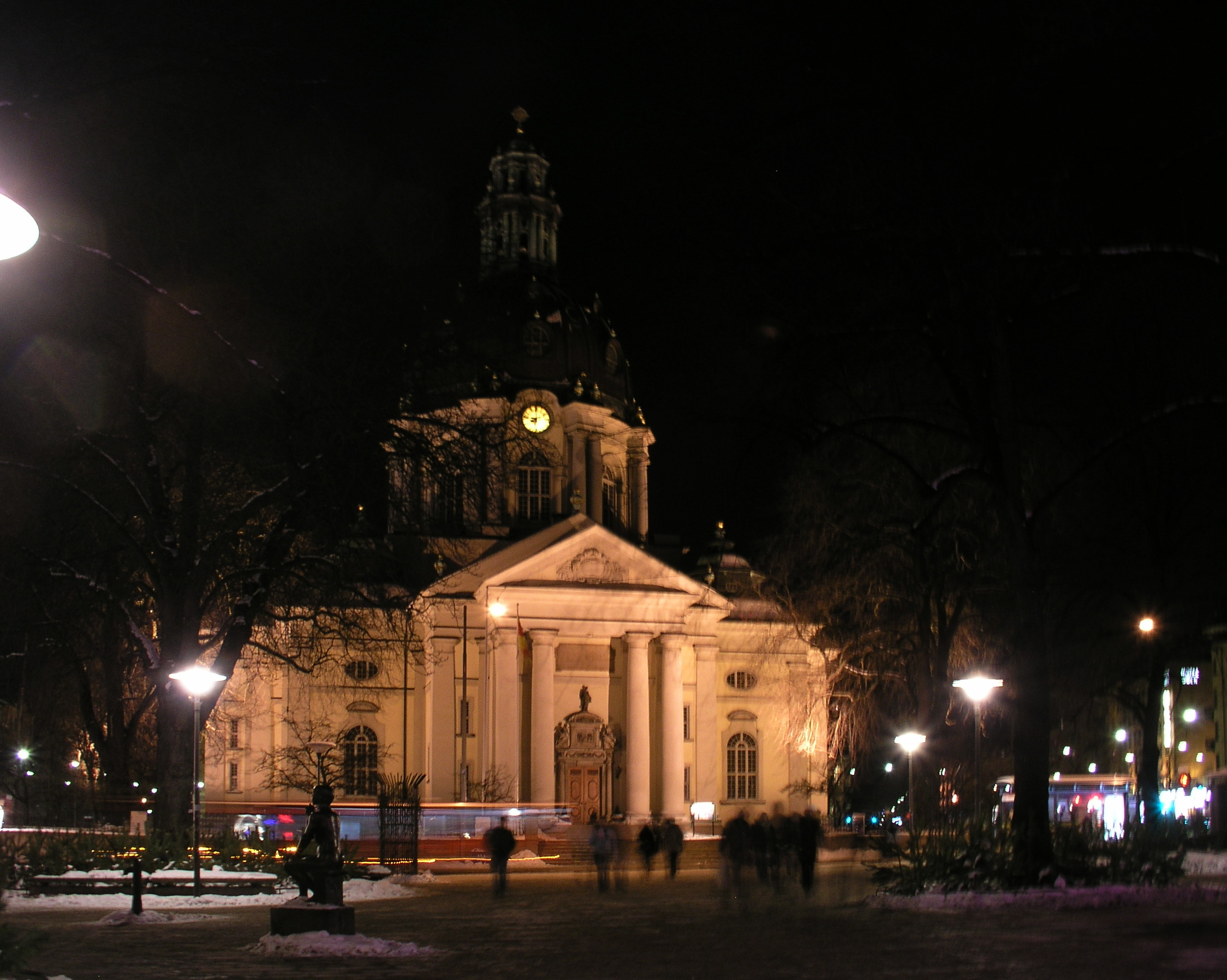

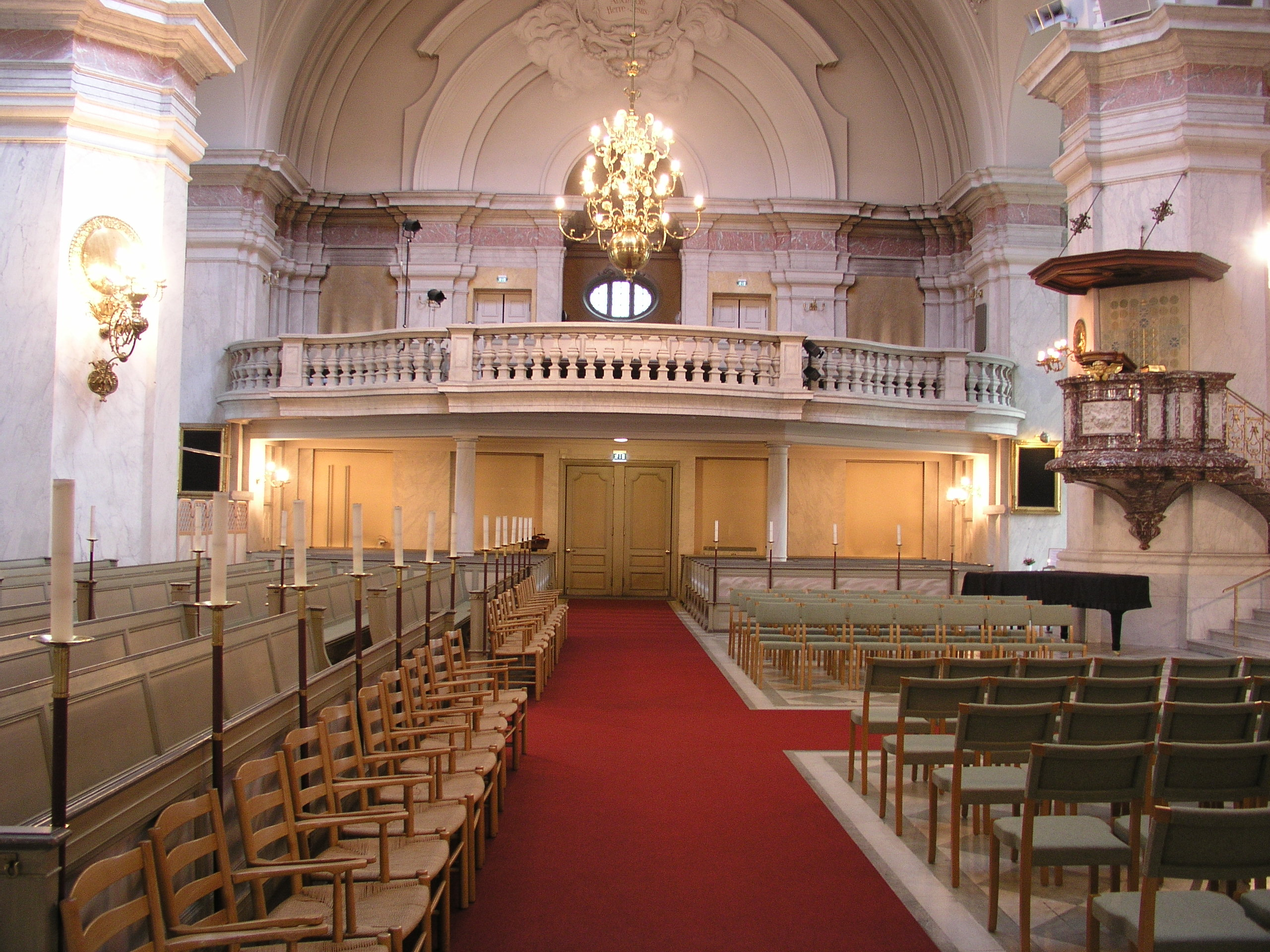
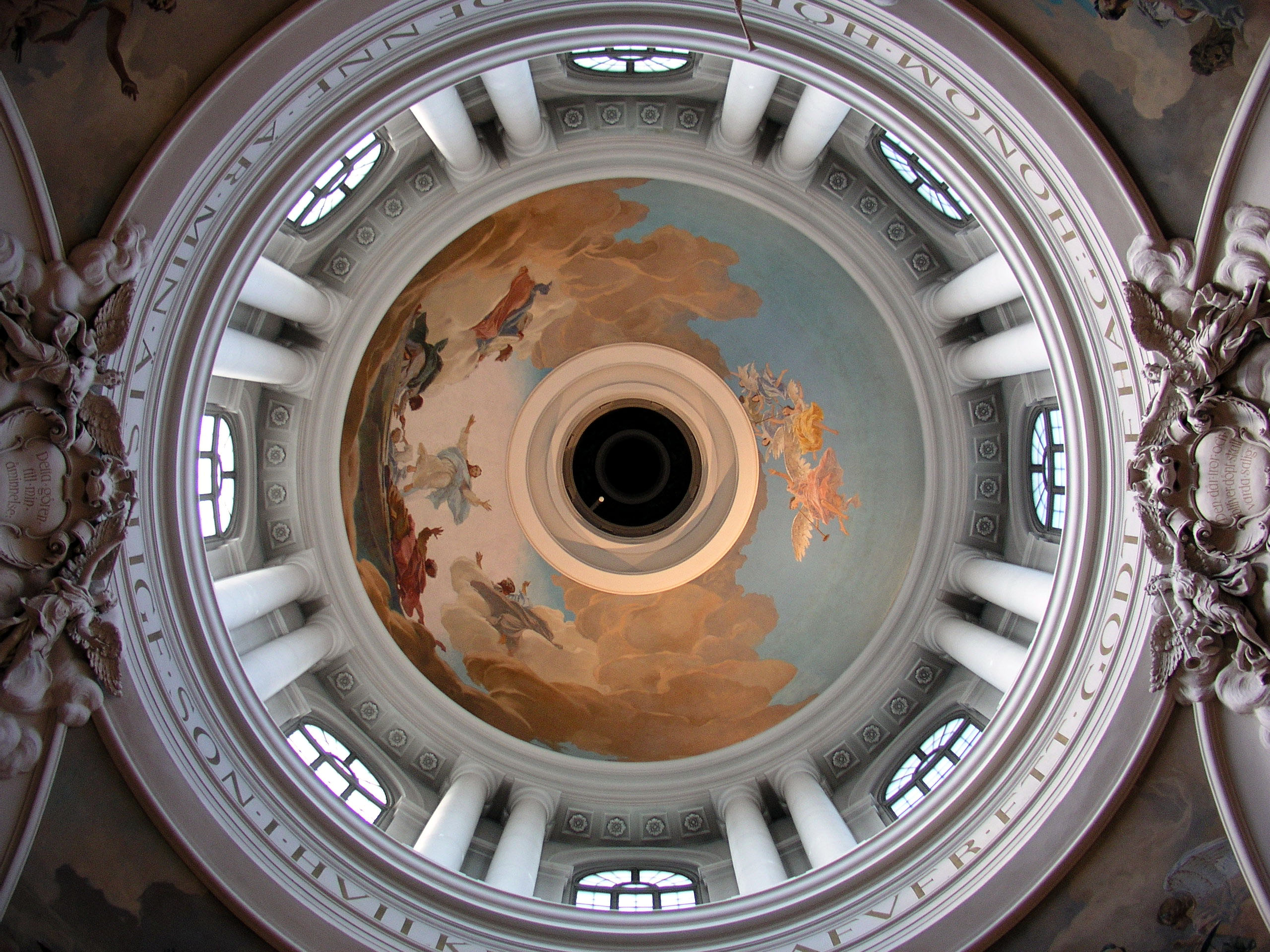
Coupole principale.
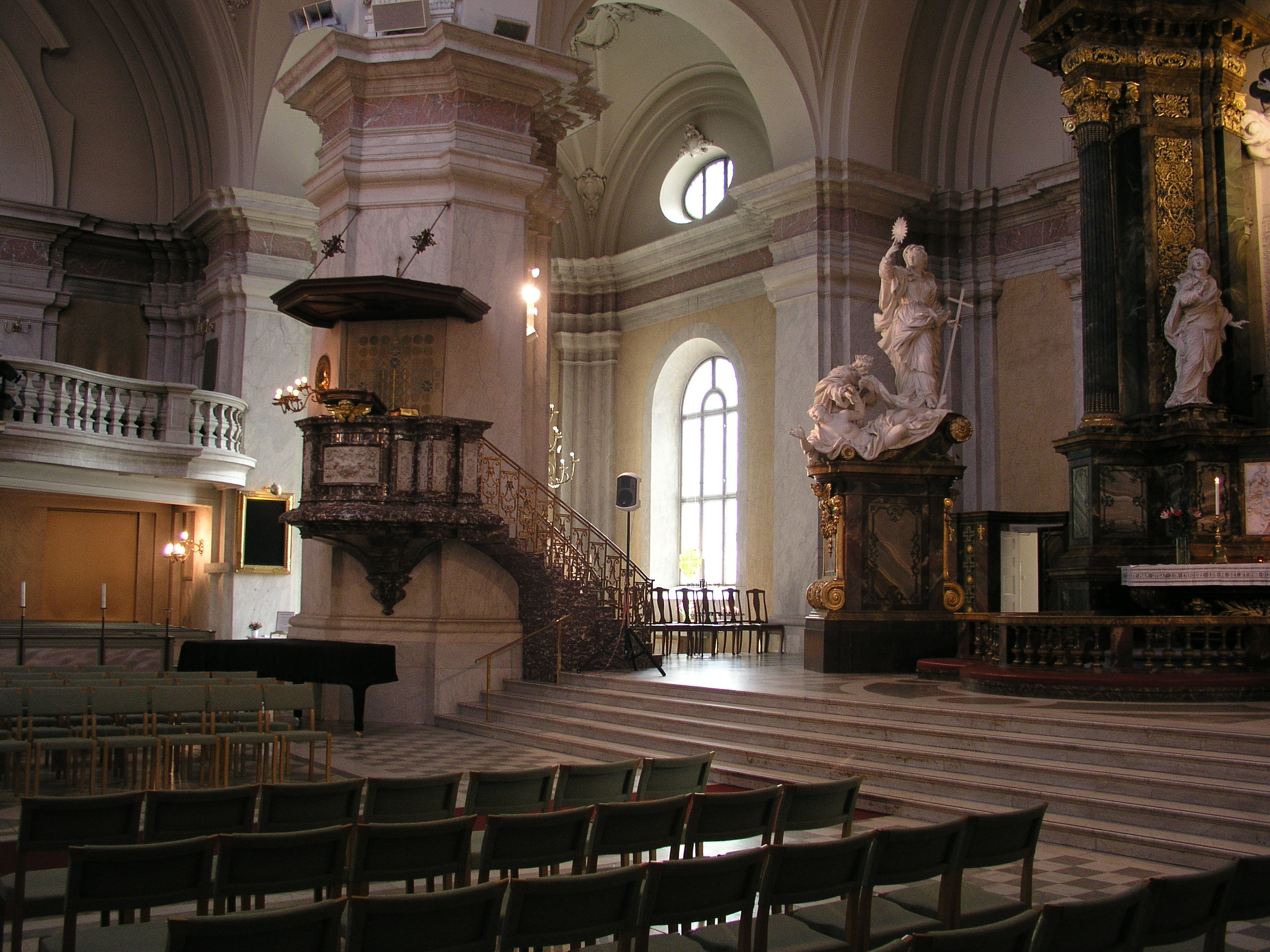
Autel et chaire.
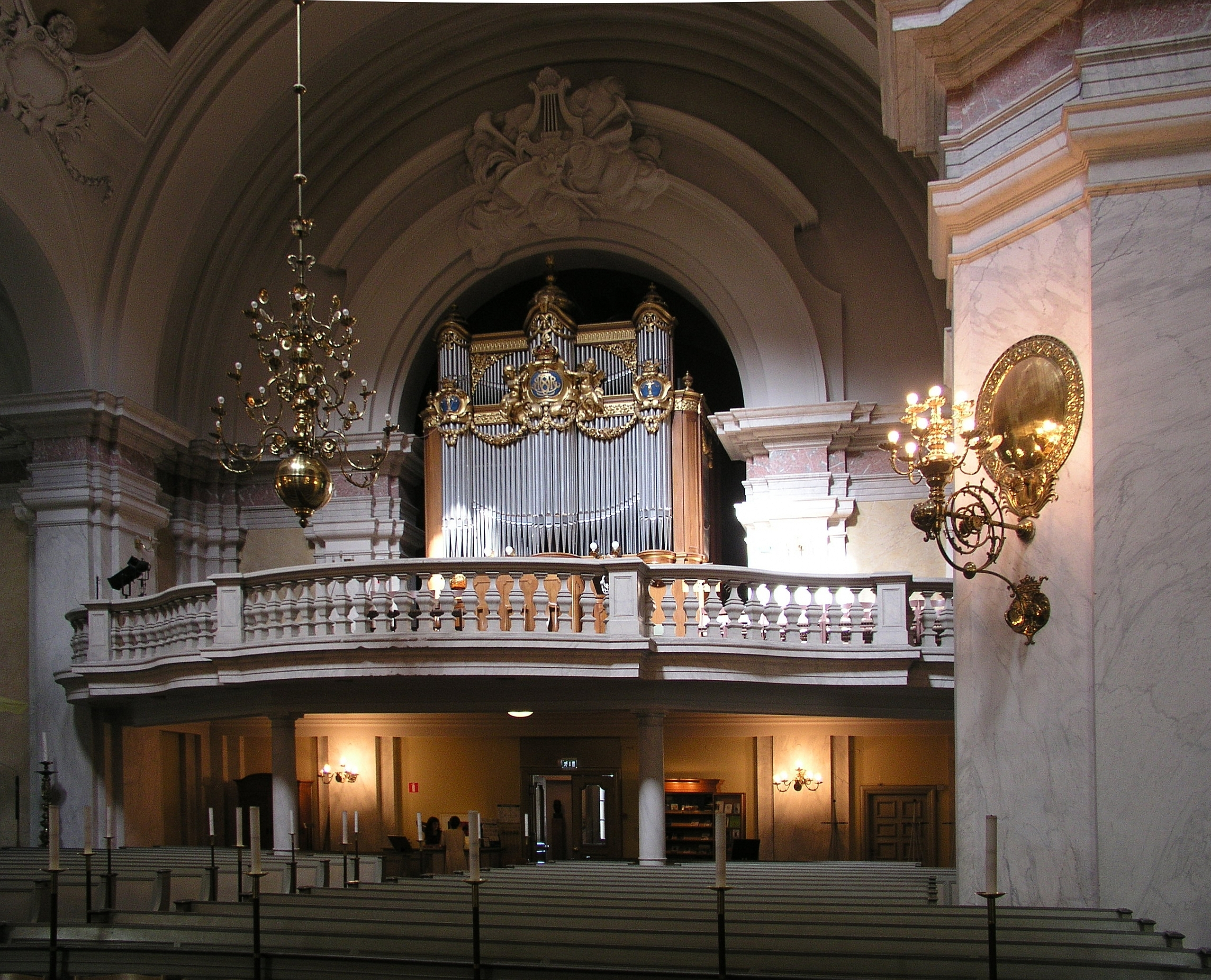
Orgue.